# GJ 1048
GJ 1048 ist ein etwa 70 Lichtjahre von der Erde entfernter Stern der Spektralklasse K im Sternbild Walfisch, der von einem L-Zwerg mit der systematischen Bezeichnung GJ 1048 B umrundet wird.